# 丹尼爾·奧克倫特
丹尼爾·奧克倫特（Daniel Okrent，1948年4月2日—）是一名美國作家和編輯。
他最出名是曾經擔任《紐約時報》報紙的第一位公共編輯，以及撰寫了幾本書，例如《Last Call: The Rise and Fall of Prohibition》，該書被大幅取材製作成2011年肯·伯恩斯和林恩·諾維克的紀錄片《禁酒令》。2011年11月，《Last Call》贏得了由美國歷史學會授予年度最佳美國歷史書籍的阿爾伯特·J·貝弗里奇獎（Albert J. Beveridge prize）。
他最近所寫的書籍是2019年5月出版的《The Guarded Gate: Bigotry, Eugenics, and the Law That Kept Two Generations of Jews, Italians, and Other European Immigrants Out of America》。

## 書籍作品
- 《The Ultimate Baseball Book》（與Harris Lewine聯合編輯）（1979年）
- 《Nine Innings: The Anatomy of Baseball as Seen Through the Playing of a Single Game》（1985年）
- 《Baseball Anecdotes》（與Steve Wulf合著）（1987年）
- 《The Way We Were: New England Then, New England Now》（1988年）
- 《Great Fortune: The Epic of Rockefeller Center（英语：Great Fortune: The Epic of Rockefeller Center）》（2003年）
- 《Public Editor #1》（2006年）
- 《Last Call: The Rise and Fall of Prohibition》（2010年）
- 《The Guarded Gate: Bigotry, Eugenics, and the Law That Kept Two Generations of Jews, Italians, and Other European Immigrants Out of America》（2019年）

## 影視作品
- 《Baseball（英语：Baseball (TV series)）》（1994年）——紀錄片
- 《甜蜜與卑微》（1999年）——電影，飾演A.J. Pickman
- 《Wordplay（英语：Wordplay (film)）》（2006年）——紀錄片
- 《The Hoax（英语：The Hoax）》（2007年）——電影，飾演出版人#1
- 《Silly Little Game（英语：30 for 30）》（2010年）——紀錄片
- 《禁酒令》（2011年）——紀錄片

## 外部連結
- 丹尼爾·奧克倫特在互联网电影资料库（IMDb）上的資料（英文）
- 互联网外百老汇数据库（IOBDB）上丹尼爾·奧克倫特的資料（英文）
- Roberts, Russ. . EconTalk. Library of Economics and Liberty. June 7, 2010  [2019-06-20]. （原始内容存档于2017-06-16）.
- C-SPAN內的頁面（英文）